# Án lệ 20/2018/AL
Án lệ 20/2018/AL về xác lập quan hệ hợp đồng lao động sau khi hết thời gian thử việc là án lệ công bố thứ 20 thuộc lĩnh vực lao động của Tòa án nhân dân tối cao tại Việt Nam, được Hội đồng Thẩm phán Tòa án nhân dân tối cao thông qua, Chánh án Tối cao Nguyễn Hòa Bình ra quyết định công bố ngày 6 tháng 11 năm 2018, và có hiệu lực cho tòa án các cấp trong cả nước nghiên cứu, áp dụng trong xét xử từ ngày 3 tháng 12 năm 2018. Án lệ 20 dựa trên nguồn là Quyết định giám đốc thẩm số 01 ngày 9 tháng 8 năm 2017 của Hội đồng Thẩm phán Tòa án nhân dân tối cao về vụ án tranh chấp về đơn phương chấm dứt hợp đồng lao động tại tỉnh Bình Thuận, nội dung xoay quanh thử việc và thời gian; thư mời làm việc; việc không ký hợp đồng lao động khi hết thời gian thử việc; và hợp đồng lao động.
Trong vụ việc, nguyên đơn Trần Công T và bị đơn Công ty trách nhiệm hữu hạn L có hợp đồng lao động, nguyên đơn là người lao động của bị đơn trong thời gian thử việc và một khoảng thời gian sao thử việc. Trong quá trình này, bất đồng phát sinh khi bị đơn đơn phương chấm dứt hợp đồng lao động, dẫn đến xung đột về chi phí thanh toán đa dạng. Từ đây, vụ án được chọn làm án lệ để xác định sự phân biệt giữa hợp đồng thử việc và hợp đồng lao động chính thức, trở thành án lệ đầu tiên về lĩnh vực lao động của án lệ Việt Nam.

## Tóm lược vụ án
Tại Bình Thuận, năm 2013, Trần Công T (gọi tắt: ông T) được Công ty trách nhiệm hữu hạn L (gọi tắt: Công ty L) gửi thư mời làm việc, bắt đầu làm việc tại Siêu thị L, Chi nhánh Bình Thuận của Công ty L. Ông T làm việc ở vị trí Trưởng bộ phận phi thực phẩm theo hợp đồng xác định thời hạn, thử việc trong hai tháng. Sau khi thử việc hai tháng, ông T tiếp tục làm thêm hơn một tháng nữa rồi nghỉ việc. Việc nghỉ việc được tiến hành khi Công ty L và ông T trao đổi trực tiếp về tiến độ và chất lượng công việc, phía Công ty L cho rằng ông T không đạt yêu cầu đề ra và Tổng Giám đốc công ty đã ra quyết định đơn phương chấm dứt hợp đồng lao động. Sau khi nghỉ việc, Công ty L có chi trả một số khoản bảo hiểm xã hội, bảo hiểm y tế, bảo hiểm thất nghiệp cho ông T.
Sau đó, hai bên không thể đạt được thỏa thuận và thương lượng liên quan. Ngày 24 tháng 2 năm 2014, Trần Công T khởi kiện Công ty L về việc bị đơn phương chấm dứt hợp đồng lao động trái pháp luật, yêu cầu công ty phải thực hiện nghĩa vụ của người sử dụng lao động theo quy định của pháp luật, chi trả nhiều khoản chi phí khác. Vụ án lao động này được thụ lý và xét xử sơ thẩm ở Tòa án nhân dân tỉnh Bình Thuận, phúc thẩm ở Tòa Phúc thẩm Tòa án nhân dân tối cao tại Thành phố Hồ Chí Minh rồi giám đốc thẩm ở Tòa án nhân dân tối cao, đạt được nhận định rồi quay trở lại ở sơ thẩm ở Tòa án nhân dân thành phố Phan Thiết.

## Tranh trụng

### Nguyên đơn

#### Tình tiết
Theo đơn khởi kiện và lời khai, nguyên đơn Trần Công T trình bày rằng ông làm việc tại Công ty trách nhiệm hữu hạn L, Siêu thị L, Chi nhánh Bình Thuận từ ngày 9 tháng 9 năm 2013 theo Thư mời làm việc ngày 20 tháng 8 năm 2013 của Công ty L. Theo nội dung thư mời làm việc, ông làm việc với vị trí Trưởng bộ phận phi thực phẩm, loại hợp đồng lao động xác định thời hạn (12 tháng hoặc hơn), thời gian thử việc là hai tháng, tổng lương gộp trong thời gian thử việc là 15,3 triệu đồng, mức lương chính hàng tháng là 12,6 triệu đồng, phụ cấp hàng tháng là 5,4 triệu đồng.
Ông T bắt đầu làm việc từ ngày 9 tháng 9 năm 2013. Hết thời gian thử việc hai tháng (từ ngày 9 tháng 9 đến ngày 9 tháng 11 năm 2013), ông T vẫn tiếp tục làm việc. Ngày 19 tháng 12 năm 2013, ông T nghỉ việc. Ngày 28 tháng 12 năm 2013, Phòng Nhân sự Công ty L có giấy mời ông T đến công ty họp và lập biên bản thỏa thuận về việc kết thúc hợp đồng lao động trước thời hạn. Ông T ghi ý kiến vào biên bản nội dung rằng ông không đồng ý việc giải quyết chấm dứt hợp đồng lao động. Ngày 29 tháng 12, Công ty L ra quyết định đơn phương chấm dứt hợp đồng lao động đối với ông T, với lý do: thường xuyên không hoàn thành công việc theo hợp đồng; thời hạn chấm dứt hợp đồng lao động kể từ ngày 28 tháng 12 năm 2013. Ngày 6 tháng 1 năm 2014, ông T nhận được quyết định chấm dứt hợp đồng lao động nói trên.

#### Yêu cầu
Nguyên đơn có các yêu cầu: hủy quyết định đơn phương chấm dứt hợp đồng lao động đối với ông của Công ty L. Ông yêu cầu công ty phải thanh toán các khoản tiền là: tiền vi phạm thời hạn báo trước 45 ngày, số tiền 27 triệu đồng; tiền bồi thường hai tháng lương do chấm dứt hợp đồng lao động trái pháp luật là 36 triệu đồng, bị đơn đã chi trả 19.466.000 đồng, nay còn phải trả 16.534.000 đồng. Bên cạnh đó, là tiền công làm thêm giờ trong 45 ngày, số tiền 48,15 triệu đồng; tiền công của những ngày đã làm việc chưa được nghỉ phép năm là 11 ngày, số tiền là 6,6 triệu đồng; thanh toán tiền công những ngày đã làm việc nhưng chưa được nghỉ bù là 11 ngày, số tiền là 6,6 triệu đồng; thanh toán tiền lương còn thiếu của tháng 11 và tháng 12, theo mức lương 18 triệu đồng/tháng, số tiền 5,4 triệu đồng; trả tiền bảo hiểm xã hội, bảo hiểm y tế, bảo hiểm thất nghiệp tổng cộng là 24.696.000 đồng; tiền bồi thường do đơn phương chấm dứt hợp đồng lao động trái pháp luật, tính từ tháng 1 năm 2014 đến ngày xét xử, mỗi tháng 18 triệu đồng. Tạm tính là bảy tháng, số tiền là 126 triệu đồng. Ngoài ra, yêu cầu bồi thường tổn thất tinh thần do bị đơn phương chấm dứt hợp đồng lao động trái pháp luật.

### Bị đơn
Người đại diện theo ủy quyền của bị đơn Công ty L cho rằng: lý do công ty chấm dứt hợp đồng lao động đối với ông T là do ông T thường xuyên không hoàn thành công việc theo hợp đồng. Cụ thể là: sau thời gian thử việc hai tháng, theo bản kế hoạch và đánh giá thành tích ngày 10 tháng 11 năm 2013, nhận thấy ông T chưa đáp ứng được yêu cầu của công việc với nhiệm vụ là Trưởng bộ phận ngành phi thực phẩm nên Giám đốc Siêu thị L, Chi nhánh Bình Thuận đã quyết định cho ông T thử việc thêm một tháng để tạo điều kiện cho ông T hoàn thành nhiệm vụ và để có thêm thời gian đánh giá năng lực của ông T. Việc kéo dài thời gian thử việc vì lý do: đến ngày 5 tháng 12 năm 2013, Siêu thị L mới chính thức khai trương. Tuy nhiên, qua thời gian thử việc thêm một tháng, ngày 12 tháng 12 năm 2013, Trưởng bộ phận giám sát bán hàng Siêu thị L đánh giá ông T không đạt yêu cầu, đề nghị có kế hoạch thay ông T. Ngày 24 tháng 12 năm 2013, tại biên bản cuộc họp số 10 về việc họp đánh giá hiệu quả công việc ngành hàng phi thực phẩm do ông T phụ trách, Giám đốc Siêu thị L đã đề xuất Ban Giám đốc thay thế ông T bằng một người có kinh nghiệm trong việc quản lý ngành hàng phi thực phẩm.
Ngày 28 tháng 12 năm 2013, Công ty có thư mời ông T đến tham dự cuộc họp bàn về việc chấm dứt hợp đồng lao động. Tại biên bản họp về việc chấm dứt hợp đồng lao động trước thời hạn, Công ty đánh giá ông T như sau: xét quá trình làm việc của ông T từ ngày 9 tháng 9 đến 19 tháng 12 năm 2013 (kể cả thời gian thử việc hai tháng), Công ty đánh giá ông T không phù hợp với vị trí công việc hiện đang làm (kèm bảng đánh giá của Giám đốc Siêu thị L), nay Công ty thỏa thuận chấm đứt hợp đồng và thực hiện việc thanh toán ngày công, ngày nghỉ nếu có và bồi thường một tháng tiền lương cho thời gian báo trước, ông T không đồng ý với đánh giá của Công ty.
Cùng ngày, Công ty lập biên bản thỏa thuận về việc kết thúc hợp đồng lao động trước thời hạn đối với ông T. Công ty thông báo ông T sẽ chấm dứt làm việc tại Công ty bắt đầu kể từ ngày này; Công ty sẽ thanh toán tất cả các khoản lương, tiền phép và chi trả một tháng lương thay cho thời gian báo trước. Ông T không đồng ý chấm dứt hợp đồng lao động trước thời hạn. Phía công ty cho rằng quyết định chấm dứt hợp đồng lao động đối với ông T là đúng quy định của Bộ luật Lao động. Công ty đã chi trả cho ông T một tháng lương cho thời gian báo trước khi chấm dứt hợp đồng lao động. Đối với yêu cầu bồi thường thiệt hại của ông T, Công ty đồng ý trả cho ông T tiền bảo hiểm xã hội, bảo hiểm y tế, bảo hiểm thất nghiệp mà Công ty phải đóng trong hai tháng (sau khi hết thời gian thử việc), với số tiền là 5.292.000 đồng và 11 ngày ông T làm việc chưa được nghỉ bù là 6.600.000 đồng. Các yêu cầu bồi thường khác của ông T, Công ty không đồng ý.

## Xét xử

### Sơ thẩm
Ngày 12 tháng 8 năm 2014, phiên sơ thẩm diễn ra tại trụ sở tòa ở số 16 đường Nguyễn Tất Thành, phường Bình Hưng, thành phố Phan Thiết, tỉnh Bình Thuận, Tòa án nhân dân tỉnh Bình Thuận đã quyết định: bác yêu cầu khởi kiện của nguyên đơn Trần Công T đối với yêu cầu hủy quyết định của Công ty L về việc đơn phương chấm dứt hợp đồng lao động đối với ông T. Bác yêu cầu khởi kiện của nguyên đơn  đối với yêu cầu Công ty L phải bồi thường và thanh toán các khoản tiền lương; tiền bảo hiểm xã hội, bảo hiểm y tế trong thời gian ông T không được làm việc tại Siêu thị L, Chi nhánh Bình Thuận.
Ghi nhận sự tự nguyện của Công ty L về việc chi trả và hỗ trợ cho ông T khoản tiền bảo hiểm xã hội, bảo hiểm y tế, bảo hiểm thất nghiệp trong hai tháng (tháng 11 và tháng 12), với số tiền là 5.292.000 đồng; khoản tiền của 11 ngày ông T làm việc chưa được nghỉ bù là 6,6 triệu đồng. Tổng cộng hai khoản trên, Công ty L phải chi trả cho ông T với số tiền là: 11.892.000 đồng. Ngoài ra, Tòa án cấp sơ thẩm còn tuyên về án phí và quyền kháng cáo của các đương sự.

### Phúc thẩm
Ngày 26 tháng 8 năm 2014, Trần Công T kháng cáo toàn bộ bản án sơ thẩm. Ngày 13 tháng 4 năm 2015, phiên phúc thẩm diễn ra tại trụ sở tòa ở số 124 đường Nam Kỳ Khởi Nghĩa, phường Bến Nghé, Quận 1, Thành phố Hồ Chí Minh. Tòa Phúc thẩm Tòa án nhân dân tối cao tại Thành phố Hồ Chí Minh đã quyết định: không chấp nhận kháng cáo, giữ nguyên quyết định của án sơ thẩm. Ngoài ra, Tòa án cấp phúc thẩm còn quyết định về án phí.

### Kháng nghị
Ngày 7 tháng 4 năm 2016, Trần Công T có đơn đề nghị xem xét lại bản án phúc thẩm nêu trên theo thủ tục giám đốc thẩm. Ngày 26 tháng 12 năm 2016, Chánh án Tòa án nhân dân tối cao Trương Hòa Bình kháng nghị bản án lao động phúc thẩm của Tòa Phúc thẩm Tòa án nhân dân tối cao tại Thành phố Hồ Chí Minh; đề nghị Hội đồng Thẩm phán Toà án nhân dân tối cao xét xử giám đốc thẩm hủy bản án lao động phúc thẩm nêu trên và bản án lao động sơ thẩm cùa Tòa án nhân dân tỉnh Bình Thuận.

## Giám đốc thẩm
Ngày 9 tháng 8 năm 2017, với yêu cầu kháng nghị của Chánh án Tối cao và sự nhất trí của Viện Kiểm sát, Hội đồng Thẩm phán tối cao đã mở phiên xét xử giám đốc thẩm tại trụ sở tòa ở số 48 đường Lý Thường Kiệt, quận Hoàn Kiếm, Hà Nội. Tại phiên tòa giám đốc thẩm, đại diện Viện kiểm sát nhân dân tối cao đề nghị Hội đồng Thẩm phán Tòa án nhân dân tối cao chấp nhận kháng nghị của Chánh án Tòa án nhân dân tối cao.

### Nhận định của Tòa án
Tại phiên giám đốc thẩm, Hội đồng xét xử của Hội đồng Thẩm phán Tòa án nhân dân tối cao nhận định về vụ án. Về thẩm quyền giải quyết vụ án: theo quy định tại Bộ luật Tố tụng dân sự, thì vụ án tranh chấp về đơn phương chấm dứt hợp đồng lao động giữa nguyên đơn là Trần Công T với bị đơn là Công ty L thuộc thẩm quyền giải quyết theo thủ tục sơ thẩm của Tòa án nhân dân thành phố Phan Thiết, tỉnh Bình Thuận. Tòa án nhân dân tỉnh Bình Thuận thụ lý giải quyết vụ án theo thủ tục sơ thẩm là không đúng quy định của pháp luật.

#### Quan hệ lao động
Về xác định quan hệ lao động: ông T vào làm việc tại Công ty L theo thư mời nhận việc ngày 20 tháng 8 năm 2013 với nội dung như trình bày của các bên. Hết thời gian thử việc hai tháng, ông T không nhận được thông báo kết quả thử việc nhưng vẫn tiếp tục làm việc. Công ty L cho rằng sau hai tháng thử việc, ông T không đáp ứng được yêu cầu của công việc, nên Công ty đã quyết định cho ông T thử việc thêm một tháng để tạo điều kiện cho ông T hoàn thành nhiệm vụ và để có thêm thời gian đánh giá năng lực của ông T. Tuy nhiên, không có tài liệu nào thể hiện giữa ông T và Công ty L đã có thỏa thuận với nhau về việc kéo dài thời gian thử việc.
Theo Bộ luật Lao động quy định thời gian thử việc là không quá 60 ngày đối với công việc có chức danh nghề cần trình độ chuyên môn, kỹ thuật từ cao đẳng trở lên. Tại bản tự khai ngày 14 tháng 6 năm 2014, đại diện Công ty L trình bày rằng bị đơn hiểu rõ rằng, sau khi kết thúc thời gian thử việc (60 ngày) nếu chưa ký hợp đồng lao động thì người lao động được làm việc chính thức theo loại hợp đồng xác định thời hạn 12 tháng. Như vậy, đại diện bị đơn thừa nhận rằng sau khi hết thời gian thử việc, ông T đã trở thành người lao động chính thức theo hợp đồng lao động có thời hạn là 12 tháng. Trên thực tế, Công ty L đã thương lượng với ông T về việc chấm dứt hợp đồng lao động vào ngày 28 tháng 12 năm 2013; khi thương lượng không có kết quả, ngày 29 tháng 12, Tổng Giám đốc Công ty L đã ra quyết định về việc đơn phương chấm dứt hợp đồng lao động đối với ông T. Do đó, có đủ cơ sở để khẳng định quan hệ giữa ông T với Công ty L sau khi hết thời gian thử việc là quan hệ hợp đồng lao động.

#### Chấm dứt hợp đồng lao động
Nhận định của Hội đồng Thẩm phán Tòa án nhân dân tối cao, Quyết định 01/2017/LĐ-GĐT.
Về tính hợp pháp của việc chấm dứt hợp đồng lao động: Công ty L đơn phương chấm dứt hợp đồng lao động đối với ông T ngày 29 tháng 12 năm 2013; lý do chấm dứt hợp đồng lao động là thường xuyên không hoàn thành công việc theo hợp đồng lao động, thuộc trường hợp quy định trong luật. Tại thời điểm Công ty L đơn phương chấm dứt hợp đồng lao động với ông T, pháp luật lao động không có quy định nào được áp dụng làm căn cứ đánh giá mức độ hoàn thành công việc của người lao động. Trước khi Bộ luật Lao động năm 2012 có hiệu lực, căn cứ để xác định người lao động thường xuyên không hoàn thành công việc theo hợp đồng lao động được quy định như sau: người lao động thường xuyên không hoàn thành công việc theo hợp đồng lao động là không hoàn thành định mức lao động hoặc nhiệm vụ được giao do yếu tố chủ quan và bị lập biên bản hoặc nhắc nhở bằng văn bản ít nhất hai lần trong một tháng, mà sau đó vẫn không khắc phục; mức độ không hoàn thành công việc được ghi trong hợp đồng lao động, thoả ước lao động tập thể hoặc nội quy lao động của đơn vị. Quy phạm này đã hết hiệu lực thi hành kể từ ngày 1 tháng 7 năm 2013. Tuy nhiên, quy định nêu trên không trái với các nguyên tắc cơ bản của Bộ luật Lao động nên được áp dụng làm căn cứ giải quyết vụ án.
Sau khi hết thời gian thử việc, Công ty L chưa ký kết hợp đồng lao động với ông T; Công ty cũng chưa có thỏa ước lao động tập thể, chưa có nội quy lao động. Do đó, không có căn cứ để đánh giá mức độ không hoàn thành công việc của người lao động. Tòa án cấp sơ thẩm và Tòa án cấp phúc thẩm kết luận ông T thường xuyên không hoàn thành công việc theo hợp đồng lao động và không chấp nhận yêu cầu khởi kiện của ông T là không có căn cứ.

### Quyết định
Từ những nhận định này, Hội đồng xét xử ra quyết định: chấp nhận kháng nghị giám đốc thẩm của Chánh án Tòa án nhân dân tối cao; huỷ toàn bộ bản án lao động phúc thẩm của Tòa Phúc thẩm Tòa án nhân dân tối cao tại Thành phố Hồ Chí Minh và bản án lao động sơ thẩm của Tòa án nhân dân tỉnh Bình Thuận về vụ án tranh chấp về việc đơn phương chấm dứt hợp đồng lao động giữa nguyên đơn là Trần Công T và bị đơn là Công ty trách nhiệm hữu hạn L. Tuyên giao hồ sơ vụ án cho Tòa án nhân dân thành phố Phan Thiết, tỉnh Bình Thuận xét xử sơ thẩm lại theo đúng quy định của pháp luật.